# Pterostichus rasilis
Pterostichus rasilis es una especie de escarabajo terrestre del género Pterostichus, categorizada en la tribu Pterostichini, de la subfamilia Harpalinae. Fue descrita por Park & Kwon en 1996.

## Distribución
Se distribuye por Asia: Corea del Sur.